# Кальдерон, Пол
Пол Кальдеро́н (англ. Paul Calderon) — американский актёр.

## Биография
Родился в 1959 году в Пуэрто-Рико. В 6 лет вместе со своей семьёй переехал в Нью-Йорк, где он и рос на улицах Нижнего Ист-Сайда и испанского Гарлема. После некоторого времени, проведённого в колледже, он отправился в армию Соединённых Штатов служить пехотинцем за границей.
Вернувшись в штаты, Кальдерон занялся актёрской карьерой. Дебютировав на Нью-Йоркской сцене, он получил премию Obie за свою роль в Blade to the Heat в Общественном театре. Его самой известной бродвейской ролью стала роль, противопоставленная Роберту Де Ниро в постановке Cuba and His Teddy Bear. Кальдерон также играл в небродвейских пьесах, таких как Requiem For A Heavyweight и Divine Horsemen, и играл Ахиллеса в Troilus and Cressida в Центральном парке Нью-Йорка. Он — член-учредитель театра Touchstone, американского Народного театра и компании Labyrinth Theatre.
Кальдерон был изначально назначен на роль Джулса Уиннфилда в «Криминальном чтиве» Квентина Тарантино, но в итоге роль досталась Сэмюэлю Л. Джексону. А Кальдерон сыграл эпизодическую роль бармена по имени Пол, который появляется в сцене диалога между Бучем Кулиджем и Марселлусом Уолласом.
Кальдерон является соавтором сценария криминальной драмы 1992 года «Плохой лейтенант» с Харви Кейтелем, снятой режиссёром Абелем Феррара. В 2009 году он также участвовал в написании сценария для ремейка, где главную роль сыграл Николас Кейдж.
Кальдерон сыграл в фильме «Последний замок» и в расхваленной критиками независимой картине «Женский бой». Всего актёр отметился заметными ролями более чем в трёх дюжинах картин, включая «Вне поля зрения», «Полицейские», «Четыре комнаты», «Фирма», «Зависимость», «Вопросы и ответы», «Море любви», «Наседки», «Король Нью-Йорка». Кроме того, он несколько раз появлялся в телесериалах, включая такие сериалы как «Закон и порядок» и «Полиция Майами» (серия «Everybody’s In Showbiz…»). Также снялся в видеоклипе, а фактически в короткометражном фильме на песню Майкла Джексона «Bad».

## Фильмография
| Год       |    | Русское название              | Оригинальное название     | Роль                                 |
| --------- | -- | ----------------------------- | ------------------------- | ------------------------------------ |
| 1984      | с  | Полиция Майами                | Miami Vice                | Дон Гальехо                          |
| 1989      | ф  | Море любви                    | Sea of Love               | Серафино                             |
| 1990      | ф  | Вопросы и ответы              | Q & A                     | Роджер Монтальво                     |
| 1990      | ф  | Король Нью-Йорка              | King of New York          | Джоуи Далесио                        |
| 1991      | с  | Закон и порядок               | Law & Order               | отец Торрес                          |
| 1992      | ф  | Вкривь и вкось                | CrissCross                | Блэкки                               |
| 1992      | ф  | Плохой лейтенант              | Bad Lieutenant            | коп №1                               |
| 1993      | ф  | Фирма                         | The Firm                  | Томас Ричи                           |
| 1994      | ф  | Криминальное чтиво            | Pulp Fiction              | Пол                                  |
| 1995      | ф  | Экстремальная ситуация        | Condition Red             | Анхель Дельгадо                      |
| 1995      | ф  | Четыре комнаты                | Four Rooms                | Норман                               |
| 1995      | ф  | Зависимость                   | The Addiction             | профессор                            |
| 1996      | ф  | Сладкое ничто                 | Sweet Nothing             | Рэймонд                              |
| 1996      | тф | Тёмный ангел                  | Dark Angel                | Вэнс Пиккетт                         |
| 1997      | ф  | Полицейские                   | Cop Land                  | Эктор                                |
| 1998      | ф  | Гараж                         | O.K. Garage               | Карл                                 |
| 1998      | ф  | Вне поля зрения               | Out of Sight              | Раймонд Крус                         |
| 1999      | ф  | Кислород                      | Oxygen                    | Детектив Джессе                      |
| 2000      | ф  | Женский бой                   | Girlfight                 | Сандро Гусман                        |
| 2000      | ф  | Один раз в жизни              | Once in the Life          | Мэнни Ривера                         |
| 2001      | ф  | Последний замок               | The Last Castle           | Дельво                               |
| 2003      | ф  | 21 грамм                      | 21 Grams                  | Браун                                |
| 2008      | ф  | Карточный долг                | Pistol Whipped            | Блю                                  |
| 2009      | с  | Обмани меня                   | Lie to Me                 | Мэнни Трильо                         |
| 2010      | с  | Как сделать это в Америке     | How to Make It in America | Мьями Джо                            |
| 2012—2016 | с  | Голубая кровь                 | Blue Bloods               | лейтенант Мартин Перес               |
| 2014      | с  | Подпольная империя            | Boardwalk Empire          | Аркимед                              |
| 2016      | с  | Бойтесь ходячих мертвецов     | Fear the Walking Dead     | Алехандро                            |
| 2017—2021 | с  | Босх                          | Bosch                     | детектив Сантьяго «Джимми» Робертсон |
| 2022—2025 | с  | Босх: Наследие                | Bosch: Legacy             | детектив Сантьяго «Джимми» Робертсон |
| 2023      | с  | Правосудие: Первобытный город | Justified: City Primeval  | Рэймонд Круз                         |
| 2025      | с  | Железное сердце               | Ironheart                 | Артур Роббинс                        |